# Saïd Hamdine
Said Hamdine est un quartier situé à 7 km du centre-ville d'Alger à 200 m d'altitude, qui fait partie de la commune de Bir Mourad Rais.

## Histoire
Le quartier a été créé par arrêté le 8 novembre 1978 dans le cadre de l'aménagement de la ville d'Alger.

## Urbanisme
Le quartier est divisé par la rocade sud et comprend le lotissement Zoubir, le lotissement El Solh, la cité police et la cité Said Hamdine, Sidi Yahia.

## Équipements
- Parc zoologique et loisirs El Jazair (qui est le parc principal d'Alger).
- Taxi et bus à côté du parc.
- Station de bus à cité Said Hamdine et cité police.
- Nouvelle faculté de droit de l'université d'Alger.
- Tribunal régional de la daïra de Bir Mourad Raïs.

## Biodiversité
Ce quartier algérois non côtier possède une riche faune et flore.
Il englobe une partie de la forêt de Ben Aknoun et du parc de Ben Aknoun.